# Аталанта БК
Аталанта Бергамаска Калчо (на италиански: Atalanta Bergamasca Calcio S.p.A.) е италиански футболен клуб, състезаващ се в Серия А от началото на сезон 2010/11. Основан е през 1907 г. в Бергамо.
Аталанта е носител на 6 шампионски титли в Серия Б и една Купа на Италия.

## История
Аталанта Калчо (Atalanta Bergamasca Calcio) е италиански футболен клуб, основан в Бергамо – област Ломбардия. Клубът е основан през 1907 г., макар че през 1904 г. е основан друг клуб в Бергамо. Аталанта е сформиран от няколко различни спортни организации в града.
Името на отбора е заимствано от гръцката митология. Въпреки това италианската футболна федерация признава отбора като такъв чак през 1914 г. Аталанта се присъединява към италианската лига през 1929 г. В Серия А отбора попада за първи път през 1937 г., но много бързо е свален от там.
Три години по-късно отбора отново се завръща на по-челни позиции и остава там до 1959 г., когато за кратко е в Серия Б. Аталанта постига най-добрата си позиция – петото място през 1948 г. През 1981 г. клубът попада в Серия Ц и се завръща към Серия А след 4 години.
През цялото време на своята история Аталанта се бори с това да се задържи на челните позиции. Отбора има доста малко постижения в Европа. През 1963 г. печели Купата на Италия, през 1988 г. достига полуфиналите на Купа на носителите на купи, а през 1991 г. достига до четвърт финалите за Купата на УЕФА.
Аталанта не може да се похвали с много велики имена на играчи, но от отбора са тръгнали футболисти като Роберто Донадони, Кристиан Виери, Филипо Индзаги и много други.
През сезон 2016/17 Аталанта завършва на 4-то място със 72 точки и се класира за Лига Европа. Това е първо участие на отбора в европейските клубни турнири от 26 години.
Клубът се класира за Шампионска лига 2019/20, класирайки се за първи път в най-престижния европейски турнир, завършвайки на 3-то място през сезон 2018/19 в Серия А. Това е най-високото достигнато място в лигата в клубната история.

## Успехи
- Серия А 
  -  Бронзов медал (3): 2018/19, 2019/20, 2020/21, 2024/25
- Купа на Италия:
  -  Носител (1): 1962/63
  -  Финалист (5): 1986/87, 1995/96, 2018/19, 2020/21, 2023/24
- Серия Б:
  -  Шампион (6): 1927/28, 1939/40, 1958/59, 1983/84, 2005/06, 2010/11
- Серия Ц1:
  -  Шампион (1): 1981/82 (група А)

### Международни
- Лига Европа:
  -  Носител (1): 2023/24
- Купа на носителите на купи (КНК):
  - 1/2 финалист (1): 1987/88
- Купа Митропа:
  -  2-ро място (1): 1984/85
- Алпийска купа:
  -  Финалист (1): 1963
- Купа на приятелството:
  -  2-ро място (1): 1968
- Суперкупа на Европа:
  -  Финалист (1): 2024

## Състав

### Настоящ състав
Към 30 юли 2025 г.

Оттеглени номера на фланелките в Аталанта:

12 – В чест на феновете.
14 –  Федерико Писани, нападател, 1991 – 1997 (посмъртно).
80 –  Елио Корбани, радио журналист.

## Известни бивши футболисти
- Филипо Индзаги
- Алесио Такинарди
- Никола Вентола
- Клаудио Каниджа
- Кристиано Дони
- Роберто Донадони
- Кристиан Виери
- Зоран Миркович

## Бивши треньори
- Джузепе Меаца
- Марчело Липи
- Франческо Гуидолин
- Чезаре Прандели
- Луиджи Дел Нери